# 海洋管理協議会
海洋管理協議会（かいようかんりきょうぎかい、Marine Stewardship Council、略称：MSC）は、「持続可能な漁業」を行う漁業者を認証する制度の運営機関。ロンドンに本部を置く。

## 歴史
1990年代初頭にカナダ近海・グランドバンクのタラの漁場が乱獲により壊滅状態になったことを契機に、1997年に世界自然保護基金 (WWF) と、タラの加工食品を販売していたユニリーバが主体となって設立された。1999年からは両組織から独立した非営利団体となっている。

## MSCエコラベル
国際連合食糧農業機関 (FAO) の定める「責任ある漁業の行動規範」に沿って策定した環境基準に基づいて、第三者機関が水産資源保全と海洋環境保全に責任ある漁業者の認証を行う。基準を満たした漁業者は製品に「MSCエコラベル」を表示することができ、世界で消費される天然魚の7％が認証を受けている。
日本国内では京都の底曳網漁業や土佐鰹水産の鰹一本釣り漁業が認証を受けており、環境意識の高まりから日本国外で認証された水産物を含め、MSCエコラベル表示のある製品の流通がイオン、西友、生協などで始まっている。
なおMSCエコラベルを指すものとして「海のエコラベル」という呼称がある。「海のエコラベル」は商標登録されており、MSCエコラベル以外での使用は認められていない。

## テレビ番組
- 日経スペシャル ガイアの夜明け 限りある魚を守れ～世界の水産資源の危機～（2007年11月27日、テレビ東京）[1] - 「MSCマーク」の仕組みとその実態、そして京底連（京都府機船底曳網漁業連合会）の挑戦を取材。